# Tegostoma vestalis
Tegostoma vestalis là một loài bướm đêm trong họ Crambidae.